# Stazione di Onsu
La stazione di Onsu (온수역 - 溫水驛, Onsu-yeok) è una stazione ferroviaria e metropolitana di Seul situata sulla linea Gyeongin e servita dalla linea 1 della metropolitana di Seul, e interscambio per la linea 7. Si trova nel quartiere di Guro-gu, a sud-ovest del centro della capitale sudcoreana.

## Linee e servizi
Korail
● Linea 1 (ufficialmente, linea Gyeongin) (Codice: 145)
Seoul Metro
● Linea 7 (Codice: 750)

## Struttura
La stazione costituisce un interscambio fra la linea 1 e la linea 7, dove la prima è in superficie, e la seconda in sotterraneo.

### Stazione Korail
La linea 1 della metropolitana, gestita dalla Korail, è in superficie e possiede due marciapiedi a isola con quattro binari totali. I due binari interni sono utilizzati per i treni in transito o per gli espressi.
| 1 | ● Linea 1        | per Guro, Yongsan, Seul, Cheongnyangni e Soyosan    |
| 2 | ■ Linea Gyeongin | Transito direzione Seul                             |
| 3 | ■ Linea Gyeongin | Transito direzione Incheon                          |
| 4 | ● Linea 1        | per Bucheon, Bupyeong, Juan, Dong-Incheon e Incheon |

### Stazione metropolitana
I binari della linea 7 sono posti sottoterra. Sono presenti due marciapiedi a isola con tre binari e porte di banchina. La stazione fino al 2012 era capolinea della linea 7, in seguito estesa verso Incheon.
| Direzione Jangam            | ● Linea 7 | per Daerim, Express Bus Terminal, Geondae-ipgu, Jangam |
| Binario intermedio          | ● Linea 7 | Solo discesa                                           |
| Direzione Bupyeong-gucheong | ● Linea 7 | per Kkachiul, Bucheon-sicheong e Bupyeong-gucheong     |

## Stazioni adiacenti
| «                      | Servizio   | »        |
| Linea 1                | Linea 1    | Linea 1  |
| ---------------------- | ---------- | -------- |
| Oryu-dong              | Locale     | Yeokgok  |
| Guro                   | Espresso A | Anyang   |
| L'espresso B non ferma |            |          |
| Linea 7                |            |          |
| Cheonwang              | Locale     | Kkachiul |